# 石坡乡
石坡乡，是中华人民共和国山西省长治市壶关县下辖的一个乡镇级行政单位。2020年3月10日，将石坡乡的下石坡、马安驼2个村民委员会的行政区域划为大峡谷镇的行政区域。

## 行政区划
石坡乡下辖以下地区：
石坡村、东黄花水村、西黄花水村、盘马池村、安口村、郭家陀村、西河村、北平头坞村、南平头坞村、寺尾沟村、杜家岩村、城会村、双井村、申家奄村、石河沐村、孤山沟村、安居村、苇则水村、板安窑村、子良庄村、前山庄村、辘轳城村、南石窑村、仙居村、东沐浴村、龙尾头村、西沐浴村、西掌村、庙郊村和沙驼村。